# Partit Radical Serbi
El Partit Radical Serbi (en serbi Српска радикална странка/Srpska radikalna stranka) és un partit polític nacionalista de Sèrbia.

## Història
El Partit Radical Serbi va ser format en 1991 quan el Partit Popular Radical i el Moviment Txètnik Serbi es van unir en una mateixa organització. El Moviment txètnik Serbi s'havia format després d'una escissió en el Moviment de Renovació Serbi en 1990, i donava suport a una Gran Sèrbia reclamant l'herència txètnik.

### Governs de coalició amb el Partit Socialista
A les eleccions legislatives sèrbies de 1992, celebrades durant les Guerres de Iugoslàvia, el partit, encapçalat per Vojislav Šešelj, va fer campanya proposant expulsar a Albània els albanesos de Kosovo, expulsar musulmans de Sandžak i forçar els croats a sortir de Vojvodina. Va formar part del govern de coalició del Partit Socialista de Sèrbia encapçalat per Slobodan Milošević, amb el què va col·laborar en l'eliminació dels polítics moderats dels càrrecs públics.
En les eleccions legislatives sèrbies de 2003, el Partit Radical Serbi va aconseguir el 27,6% dels vots i 82 de 250 escons.
Les polítiques del partit inclouen la realització de la Resolució 1244 de les Nacions Unides per a permetre a la policia i l'exèrcit serbis protegir els seus ciutadans de la província de Kosovo, un territori protegit de l'OTAN. Des que el Partit Socialista de Sèrbia (SPS) va guanyar la majoria de vots en les últimes eleccions parlamentàries de desembre, han afegit molts elements de caràcter social al seu programa.
El president diputat de l'SRS, conduint el Partit mentre Šešelj està a La Haia és Tomislav Nikolić. Nikolić va guanyar unes eleccions presidencials declarades invàlides, si més no del 50 per cent dels ciutadans va votar. En l'última elecció presidencial la llei sobre l'assistència va ser suprimida. En la primera ronda d'eleccions sèrbies presidencials del 2004 ell va guanyar amb aproximadament el 30% dels vots. En la segona ronda va perdre enfront del líder del Partit Democràtic, Boris Tadić que va obtenir un 45%.
El partit ha tingut presència en la República Sèrbia i en la República Sèrbia de Krajina a principis dels 90. En 2006 un Partit Radical de serbis a Macedònia va ser registrat i va guanyar l'estatus de candidat en les eleccions parlamentàries de 2006 de la República de Macedònia. S'especula amb l'intent de registrar un partit en el recentment independent Montenegro, on donarien suport a la creació d'un Montenegro serbi dintre del Montenegro independent. El 21 de gener guanya a les eleccions legislatives de 2007 però els europeistes reformistes van formar govern.
Els desacords amb Šešelj deguts a la manca de suport del partit en la proposta de Nikolić per unir-se a la Unió Europea van fer que Nikolić formés el nou grup parlamentari Napred Srbijo! ("Endavant Sèrbia!") en 2008 amb altres membres de l'SRS, que van ser expulsats de l'SRS.  i el SNS va esdevenir principal oposició al Partit Demòcrata fins al 2012. El secretari general de l'SRS, Aleksandar Vučić, també va renunciar a l'SRS i van llançar llavors el Partit Progressista Serbi.